# GO!皆川
GO!皆川（ゴーみながわ、1982年3月1日 - ）は、日本のお笑い芸人（ピン芸人）。本名、皆川 安弘（みなかわ やすひろ）。
茨城県石岡市出身。茨城県立水戸工業高等学校、茨城キリスト教大学文学部児童教育学科卒業。吉本興業東京本社（東京吉本）所属。

## 略歴
東京NSC10期生で、同期にはオリエンタルラジオ、はんにゃらがいる。
かつては市川悟（現在は吉本興業所属のピン芸人）とのコンビ「カントリーロード」のメンバーとして、本名で活動していた。コンビ解散後、数年間のピン芸人活動を経て、『芸人同棲』（テレビ朝日）の企画で岡部秀範（元ブレーメン、元町のベーカリーズ）とのコンビ「ペペ」を結成するが、2016年9月30日に解散。再びピン芸人として活動を始めた
。

## 芸風
ポロシャツにオーバーオール、房飾り付きの帽子という、本人が好んでいるNHK教育テレビの「うたのおにいさん」をイメージした格好が主なステージ衣装となっている。「て〜てれんれんれ〜んれん」体を海老反りして「ウンチョコチョコチョコピー!」と発するのが決めの台詞とポーズである。ただ『あらびき団』のオーディションの時は、アルバイト先の海賊をイメージしたユニフォームで現れたため、いつもの衣装ではなく『パイレーツ・オブ・カリビアン』のような衣装での出演になった。バラエティ番組『バナナ炎』で、「もし手に入れられるなら手にしたい他の芸人のあのネタベスト3」というランキングで、「ウンチョコチョコチョコピー!」が1位に選ばれた。
バラエティ番組『笑う妖精』では、カブトムシやクラゲなど自然界の神秘を手で表現する形態模写を披露している。このネタを披露する際のBGMとして坂本龍一の『メリー・クリスマス・ミスター・ローレンス』が使用されている。
流通ジャーナリストの金子哲雄のモノマネをしながらネタをやる事もある。
『ピラメキーノ』にて着ぐるみの才能を開花させ、『トーキョーライブ22時』にてナナナの動きを担当。声は博多大吉であり、生放送ながら絶妙なタイミングで動くため「たまむすび」にて視聴者から「博多大吉がナナナを動かしながら進行している」と言われていたが、否定し、GO!皆川であることを明かした。大吉も「そんなに僕は器用じゃない」と話していたが、ナナナの声とGO皆川のパペットはあっていた。

## 人物
- 同じく吉本所属のお笑い芸人でNSCの1期後輩である上原チョーは茨城キリスト教大学の同級生であり、一時同じアパートに住んで一緒に漫才をしていたほどの仲である。上原と同じく小学校の教員免許を持っている[2]。
- YouTuberのMEGWINとは互いに売れる前のバイト先で同僚だった[6]。

## 出演
- ぐるぐるナインティナイン（日本テレビ） - 『おもしろ荘へいらっしゃい!』コーナー
- あらびき団（2008年3月5日、TBSテレビ） - 第20回
- お笑いDynamite!（2008年12月28日、TBSテレビ） - キャッチコピーは「ウンチョコお兄さん!」
- リンカーン（2009年1月20日、TBSテレビ）
- 爆笑レッドシアター（2009年7月29日、フジテレビ）
- ダウンタウンのガキの使いやあらへんで!!（2010年1月24日、日本テレビ） - 『山-1グランプリ』
- ピラメキーノ（テレビ東京） - ドッジボールワンターゲット、ウンチョコチョコチョコピー、イベント前説など多数出演
- ダウンタウンDX（日本テレビ） - クリスマスSP
- EXE（2010年4月18日、TBSテレビ） - 『EXILE Presents VOCAL BATTLE AUDITION2 ～夢を持った芸人達へ～』
- おはスタ（テレビ東京）
  - （2010年3月 - 2012年3月） - 645レギュラー
  - （2014年2月5日） - 『ひなこ姫を起こせ!』
- 幸せになろうよ 第1話（2011年4月18日、フジテレビ）
- 芸人同棲（テレビ朝日）
- ZIP!（日本テレビ）- 『1分動画笑』コーナー、『ペペ』として出演
- 新春 鶴瓶大新年会（2015年1月1日、フジテレビ）
- 徳井義実のチャックおろさせて〜や（手コキカラオケ）（2015年3月28日、BSスカパー!）
- 水曜日のダウンタウン（TBSテレビ、2020年2月12日）
- 街録ch〜あなたの人生、教えて下さい〜（2021年、YouTube番組）
- オールナイトフジコ（フジテレビ、2024年6月 - ） - 不定期出演